# Achille Abbati
Achille Abbati (* 28. September 1857; † 11. Januar 1914 in Rimini) war ein italienischer Dirigent, Komponist und Musikpädagoge.

## Leben
Achille Abbati war von 1873 bis 1876 in der Violin- und Violaklasse von Carlo Verardi (1831–1878) am Liceo comunitativo da musica in Bologna. Hier studierte er Komposition bei Teodulo Mabellini. Am 28. Februar 1878 wurde seine Oper Celeste in Rimini uraufgeführt. Von 1879 bis 1893 leitete er die Capella musicale di San Biagio in Cento. Hier erwies er sich als fähiger Chorleiter, wurde aber 1891 auf Grund der schlechten Haushaltslage aus finanziellen Gründen entlassen. Danach war er Direktor des Istituto Musicale in Adria. Hier rief er 1893 die städtische Banda wieder ins Leben und förderte im März 1894 die Gründung der heute noch aktiven Societa corale,  welche er als Dirigent leitete. 1895 gewann der Chor unter Abbati einen ersten Preis beim nationalen Chorwettbewerb von Ferrara. Achille Abbati leitete am 5. September 1903 am Teatro communale in Cesena eine Aufführung der Tosca von Giacomo Puccini als Dirigent. Er war Leiter der städtischen Musikschule in Rimini und leitete auch dort die Banda.

## Werke
- Celeste, Oper, Idillio amoroso [Liebesidylle] in zwei Teilen. Uraufführung 28. Februar 1878 in Rimini; publiziert in Rimini bei Tipografia Albertini e comp., 1878.[10][Digitalisat 1]
- Complimenti! [Komplimente, Glückwünsche]; Mazurka; veröffentlicht in Storielle carnevalesche [Karnevalsgeschichten]; Album di danze [Tanzalbum]; eine Sammlung von Tänzen verschiedener Komponisten; publiziert in Mailand bei Domenico Vismara[11]

Im Archiv der Cattedrale di Adria befinden sich folgende kirchenmusikalische Werke:
- Credo a tre voci e istrumenti [Credo für drei Stimmen und Instrumente]
- Gloria a tre voci e istrumenti [Gloria für drei Stimmen und Instrumente]
- Graduale di S. Pietro per baritono e strumenti [Graduale zu St. Peter für Bariton und Instrumente]
- Gratias e Domine Deus per coro e strumenti [Gratias und Domine Deus für Chor und Instrumente]
- Kyrie a quattro voci e strumenti [Kyrie für vier Stimmen und Instrumente]
- Inno del B.V. del rosario Te gentientem gaudiis in II vesperis per due tenore e basso [Hymne an die selige Jungfrau des Rosenkranzes] [zur zweiten Vesper] [für zwei Tenöre und Bass]
- Inno di S. Pietro Decora lux a tre voci e strumenti
- Qui tollis per baritono a piena orchestra

## Digitalisate
1. ↑  Celeste. als Digitalisat bei der Biblioteca Nazionale Centrale di Firenze